# 9077 Ildo
9077 Ildo eller 1994 NC är en asteroid i huvudbältet som upptäcktes den 3 juli 1994 av Farra d'Isonzo-observatoriet i Farra d'Isonzo. Den är uppkallad efter italienaren Ildo Lombardi.
Asteroiden har en diameter på ungefär 5 kilometer.